# Ordine Osirideo Egizio
Ordine Osirideo Egizio è un ordine esoterico italiano fondato a Napoli nella metà del XVIII secolo. Si occupa del recupero e dell’adattamento delle antiche tradizioni ermetico‑egizie e alessandrine tramite una linea iniziatica napoletana. 

## Storia
L’Ordine trae origine da una colonia greco‑alessandrina insediata attorno a via Nilo a Napoli, dove i culti egizi si fusero con l’ermetismo italico e il pitagorismo, dando vita a una catena iniziatica ininterrotta fino al XX secolo. Tra i primi esponenti ermetici ricordiamo Raimondo Lullo, Giordano Bruno e Tommaso Campanella, tutti attivi nei pressi di San Domenico Maggiore. Alla fine del XVII secolo a Napoli fiorirono correnti rosacrociane ed ermetiche. Scambi alchemici tra Federico Gualdi e un ecclesiastico partenopeo sono documentati da corrispondenza d’epoca; l’Accademia di Cristina di Svezia promosse studi neoplatonici e cabalistici frequentati da Giovan Battista Della Porta e Francesco Maria Santinelli. La biblioteca ermetica di Raimondo De Sangro includeva i Hieroglyphica di Pietro Valeriano e opere di Athanasius Kircher, indice del suo interesse per il simbolismo egizio. Nel 1766–67 Cagliostro, sotto lo pseudonimo “Marchese Pellegrini”, giunse a Napoli e introdusse i gradi «Arcana Arcanorum» in logge dirette da Luigi d’Aquino di Caramanico, collegando la tradizione di De Sangro al Rito Egiziano francese. Nel circolo di De Sangro figurava anche il cabalista Giuseppe Athias di Livorno—definito da Giambattista Vico “il più dotto degli ebrei contemporanei nella lingua sacra”—e si ipotizza conoscenza degli scritti del cardinale Egidio Antonini da Viterbo sulla mistica ebraica.
Domenico Bocchini organizzò i riti dell’Ordine in logge del Rito Scozzese e di Misraïm, facendo da maestro a Pasquale De Servis e influenzando Giustiniano Lebano. Nel 1890 Giuliano Kremmerz (Ciro Formisano) fondò la Fratellanza Terapeutica di Miriam come “accademia” complementare, sebbene le autorità del Rito Egizio la considerarono profanazione. Nel XX secolo l’Ordine proseguì sotto leader quali Eugenio Jacobitti, Giacomo Catinella e Arturo Reghini. Una corrispondenza post‑bellica (Lombardi–Suglia, 1947) ne attesta la continuità clandestina, con Firenze sede temporanea della Segreteria Generale.

## Dottrina e organizzazione
Il percorso culmina nei tre gradi «Arcana Arcanorum» (87°–89° Misraïm; talora 90°), noti come Scala di Napoli. Questi gradi sintetizzano ermetismo egizio‑alessandrino, alchimia, angelologia ed evocazione gnostica, senza riprodurre rituali faraonici. L’accesso richiedeva la Massoneria Azzurra (Apprendista–Compagno–Maestro), ma fu poi esteso a non‑massoni. Per l’insegnamento avanzato venivano istituite “accademie miriamiche” semi‑segrete.

## Valutazione critica
Gli studiosi sottolineano che “archivi particolari” e “fortunati ritrovamenti” non vanno accettati acriticamente. Le genealogie che collegano i De Sangro a duchi borgognoni, Longobardi e riti templari a Torremaggiore si basano su tradizione locale e fonti medievali selettive, non su documentazione continua verificabile.